# 勞登 (新罕布什爾州普查規定居民點)
勞登（英語：Loudon）是位於美國新罕布什爾州梅里馬克縣的普查規定居民點。

## 人口
根據2020年美國人口普查的數據，勞登的面積為4.68平方千米，皆為陸地。當地共有人口711人，而人口密度為每平方千米151.92人。